# Lijst van rijksmonumenten in Orvelte
De plaats Orvelte telt 22 inschrijvingen in het rijksmonumentenregister. Hieronder een overzicht. 
| Object                                                                         | Oorspronkelijke functie? | Bouwjaar                                                             | Architect                                      | Locatie                                 | Coördinaten?                  | Nr.?   | Afbeelding                                                        |
| ------------------------------------------------------------------------------ | ------------------------ | -------------------------------------------------------------------- | ---------------------------------------------- | --------------------------------------- | ----------------------------- | ------ | ----------------------------------------------------------------- |
| Boerderij met twee zijbaanders                                                 | Boerderij                | 19e eeuw                                                             |                                                | Brugstraat 4                            | 52° 50' 42" NB, 6° 39' 45" OL | 38751  | Meer afbeeldingen                                                 |
| Boerderij met achterbaander, underschoer, aangebouwde bijschuur en schaapskooi | Boerderij                | 18e eeuw                                                             |                                                | Flintenweg 2                            | 52° 50' 37" NB, 6° 39' 25" OL | 38752  | Meer afbeeldingen                                                 |
| Boerderij met achterbaander                                                    | Boerderij                | 18e eeuw                                                             |                                                | Flintenweg 4                            | 52° 50' 38" NB, 6° 39' 27" OL | 38753  | Meer afbeeldingen                                                 |
| Börckerhof                                                                     | Boerderij                | 1798                                                                 |                                                | Flintenweg 6                            | 52° 50' 38" NB, 6° 39' 30" OL | 38754  | Meer afbeeldingen                                                 |
| Bruntingerhof                                                                  | Boerderij                | 17e eeuw 1728 (voorkamer) 1973 (herb. op huidige locatie)            |                                                | Flintenweg 8                            | 52° 50' 38" NB, 6° 39' 30" OL | 38755  | Meer afbeeldingen                                                 |
| Boerderij met achterbaander en dwars aangebouwde houten bijschuur              | Boerderij                | 1758                                                                 |                                                | Dorpsstraat 1                           | 52° 50' 36" NB, 6° 39' 31" OL | 38756  | Boerderij met achterbaander en dwars aangebouwde houten bijschuur |
| Boerderij met achterbaander en woondeel met bakstenen topgevel                 | Boerderij                | 1708                                                                 |                                                | Melkwegje 2                             | 52° 50' 36" NB, 6° 39' 34" OL | 38757  | Meer afbeeldingen                                                 |
| Drenthehof                                                                     | Boerderij                | 18e eeuw                                                             |                                                | Dorpsstraat 2                           | 52° 50' 37" NB, 6° 39' 34" OL | 38758  | Meer afbeeldingen                                                 |
| Boerderij onder rieten schilddak tegen puntgevel aan voorzijde                 | Boerderij                | 18e eeuw                                                             |                                                | Schapendrift 1                          | 52° 50' 39" NB, 6° 39' 35" OL | 38759  | Meer afbeeldingen                                                 |
| Boerderij met achterbaander in het vlak van de gevel en vrijstaande bijschuren | Boerderij                | 19e eeuw                                                             |                                                | Schoolstraat 1                          | 52° 50' 36" NB, 6° 39' 37" OL | 38760  | Meer afbeeldingen                                                 |
| Ottenhoes                                                                      | Boerderij                | 18e eeuw                                                             |                                                | Dorpsstraat 3                           | 52° 50' 35" NB, 6° 39' 29" OL | 38761  | Meer afbeeldingen                                                 |
| Hooischuur met schaapskooi                                                     | Boerderij                | 18e eeuw (mog. ouder)                                                |                                                | Schapendrift 2                          | 52° 50' 38" NB, 6° 39' 31" OL | 46890  | Meer afbeeldingen                                                 |
| Voorm. zuivelfabriek "De Onderneming"                                          | Industrie                | 19e eeuw                                                             |                                                | Melkwegje 3                             | 52° 50' 34" NB, 6° 39' 37" OL | 47006  | Meer afbeeldingen                                                 |
| Boerderij met zijbaander onder rieten wolfsdak                                 | Boerderij                | 19e eeuw                                                             |                                                | Brugstraat 2                            | 52° 50' 38" NB, 6° 39' 37" OL | 47008  | Meer afbeeldingen                                                 |
| Voorm. tolhuis                                                                 | Boerderij                | ca. 1870                                                             |                                                | Dorpsstraat 10                          | 52° 50' 33" NB, 6° 39' 16" OL | 47009  | Meer afbeeldingen                                                 |
| Hallenhuisboerderij in ambachtelijke stijl met stookhut                        | Boerderij                | ca. 1870 ca. 1910 (stookhut)                                         |                                                | Dorpsstraat 7                           | 52° 50' 36" NB, 6° 39' 14" OL | 478327 | Meer afbeeldingen                                                 |
| Smederij in ambachtelijke stijl                                                | Nijverheid               | 1876 1974 (herb. op huidig locatie)                                  |                                                | Dorpsstraat 9                           | 52° 50' 36" NB, 6° 39' 13" OL | 478328 | Smederij in ambachtelijke stijl                                   |
| Hallenhuisboerderij met winkel en café (Warmolts)                              | Boerderij                | late 19e eeuw 1916 (winkel) na 1925 (café) 1938 (verb.) 1976 (rest.) | Bureau Monumentenzorg Provincie Drenthe (1976) | Schoolstraat 2                          | 52° 50' 38" NB, 6° 39' 37" OL | 478329 | Meer afbeeldingen                                                 |
| Boerderij in Interbellumstijl                                                  | Boerderij                | 1937                                                                 | J. Boelens Kzn.                                | Wezuperweg 1                            | 52° 49' 51" NB, 6° 41' 23" OL | 478331 | Boerderij in Interbellumstijl                                     |
| Hallenhuisboerderij in ambachtelijke stijl                                     | Boerderij                | ca. 1860 1982 (rest.)                                                | Bureau Monumentenzorg Provincie Drenthe (1982) | Schoolstraat 3                          | 52° 50' 34" NB, 6° 39' 40" OL | 479651 | Meer afbeeldingen                                                 |
| Hallenhuisboerderij in ambachtelijke stijl, bijschuur                          | Boerderij                | 19e eeuw                                                             |                                                | bij Schoolstraat 3                      | 52° 50' 34" NB, 6° 39' 40" OL | 479652 | Upload foto                                                       |
| Terrein waarin restanten van een kasteel                                       | Archeologisch monument   | late middeleeuwen                                                    |                                                | tussen Schapendrift en Stokakkersdiekie | 52° 50' 54" NB, 6° 39' 25" OL | 526880 | Upload foto                                                       |